# Izlandi költők, írók listája
Ez a lista az izlandi írók, költők betűrendes névsora, évszámmal ellátva. 
| Ábécé szerinti tartalomjegyzék                      |
| --------------------------------------------------- |
| A B C D E F G H I J K L M N O P Q R S T U V W X Y Z |

## A
- Andri Snær Magnason (1973–)
- Arnaldur Indriðason (1961–)
- Árni Þórarinsson (1950–)
- Auður Ava Ólafsdóttir (1958–)

## B
- Benedikt Grondal (1826–1907)
- Birgitta Jónsdóttir (1967–)
- Bjarni Thorarensen (1786–1841)

## D
- Davið Stefánsson (1895–1964)

## E
- Eggert Ólafsson (1726–1768)
- Egill Skallagrímsson (kb. 910–990)
- Einar Benediktsson (1864–1940)
- Einar H. Kvaran (1859–1938)
- Einar Sigurdsson (1538–1626)
- Einar Skúlason (1090 körül – 1160 után)
- Elias Mar (1922–)
- Eysteinn Ásgrímsson (1310 körül – 1361)

## G
- Gestur Palsson (1852–1891)
- Glúmr Geirason (kb. 930 – 975)
- Grimur Thomsen (1820–1896)
- Guðmundur G. Hagalín (1898–1985)
- Gunnar Gunnarsson (1889–1975)

## H
- Halldór Laxness (1902–1998), Irodalmi Nobel-díj (1955)
- Hallgrímur Helgason (1959–)
- Hallgrímur Petursson (1614–1674)
- Hannes Pétursson (1931–)

## J
- Johann Sigurjonsson (1880–1919)
- Jón Arason (1484–1550)
- Jón Halldórsson (1270 k. – 1339)
- Jón Thóroddsen (1818–1868)
- Jón Trausti (Guðmundur Magnusson álnéven, 1873–1918)
- Jón Kalman Stefánsson (1963–)
- Jónas Hallgrímsson (1807–1845)
- Jónína Leósdóttir (1954–)
- Jökull Jakobsson (1933–1978)

## K
- Kristmann Guðmundsson (1901–1983)

## M
- Matthías Jochumsson (1835–1920)

## O
- Oddur Björnsson (1932–2011)

## S
- Sigurjón Birgir Sigurðsson (1962–)
- Sigríður Hagalín Björnsdóttir (1974–)
- Sigurður Nordal (1886–1974)
- Stefan H. Grimsson (1919–2002)
- Stefan Olafsson (1620–1688)
- Stefan Sigurðsson (1887–1933)
- Steingrímur Thorsteinsson (1831–1913)
- Stephan G. Stephansson (1853–1927)
- Snorri Sturluson (1178 körül–1241)

## T
- Theódóra Friðrika Guðmundsdóttir Thoroddsen (1863–1954)
- Thórir Jökull Steinfinnsson (1180–1238)
- Thorsteinn Erlingsson (1858–1914)

## Y
- Yrsa Sigurðardóttir (1963–)

## Þ
- Þórdís Gísladóttir (1965–)

## Fordítás
- Ez a szócikk részben vagy egészben  az   Íslensk skáld című izlandi Wikipédia-szócikk fordításán alapul.  Az eredeti cikk szerkesztőit annak laptörténete sorolja fel. Ez a jelzés csupán a megfogalmazás eredetét és a szerzői jogokat jelzi, nem szolgál a cikkben szereplő információk forrásmegjelöléseként.